# Stoibrax
Stoibrax là chi thực vật có hoa trong họ Apiaceae.